# Spruchmotette
Eine Spruchmotette ist eine Motette, die einen einzelnen, aussagestarken Bibelspruch vertont und musikalisch deutet. Die Gattung entstand in der deutschen lutherischen Kirchenmusik um die Wende zum 17. Jahrhundert und erlebte ihre Blütezeit im Barock. Aber auch im 19. und 20. Jahrhundert wurden Spruchmotetten komponiert. Auch Einzelsätze mehrteiliger Motetten wie Bachs Jesu, meine Freude oder Brahms’ Warum ist das Licht gegeben dem Mühseligen? können der Gattung zugerechnet werden.
Ursprünglich war die Spruchmotette für den lutherischen Gottesdienst bestimmt und griff einen Kernsatz aus dem Introitus, der Epistel oder dem Evangelium des betreffenden Sonntags auf.